# KOI-256
KOI-256 est une étoile binaire située dans la constellation du Cygne à environ 560 parsecs (1828 al) de la Terre. Bien que les observations par la sonde Kepler suggéraient que le système contenait une exoplanète géante gazeuse en orbite autour d'une naine rouge, des analyses supplémentaires ont montré que KOI-256 était un système binaire composé d'une naine rouge en orbite autour d'une naine blanche,.

## Nom

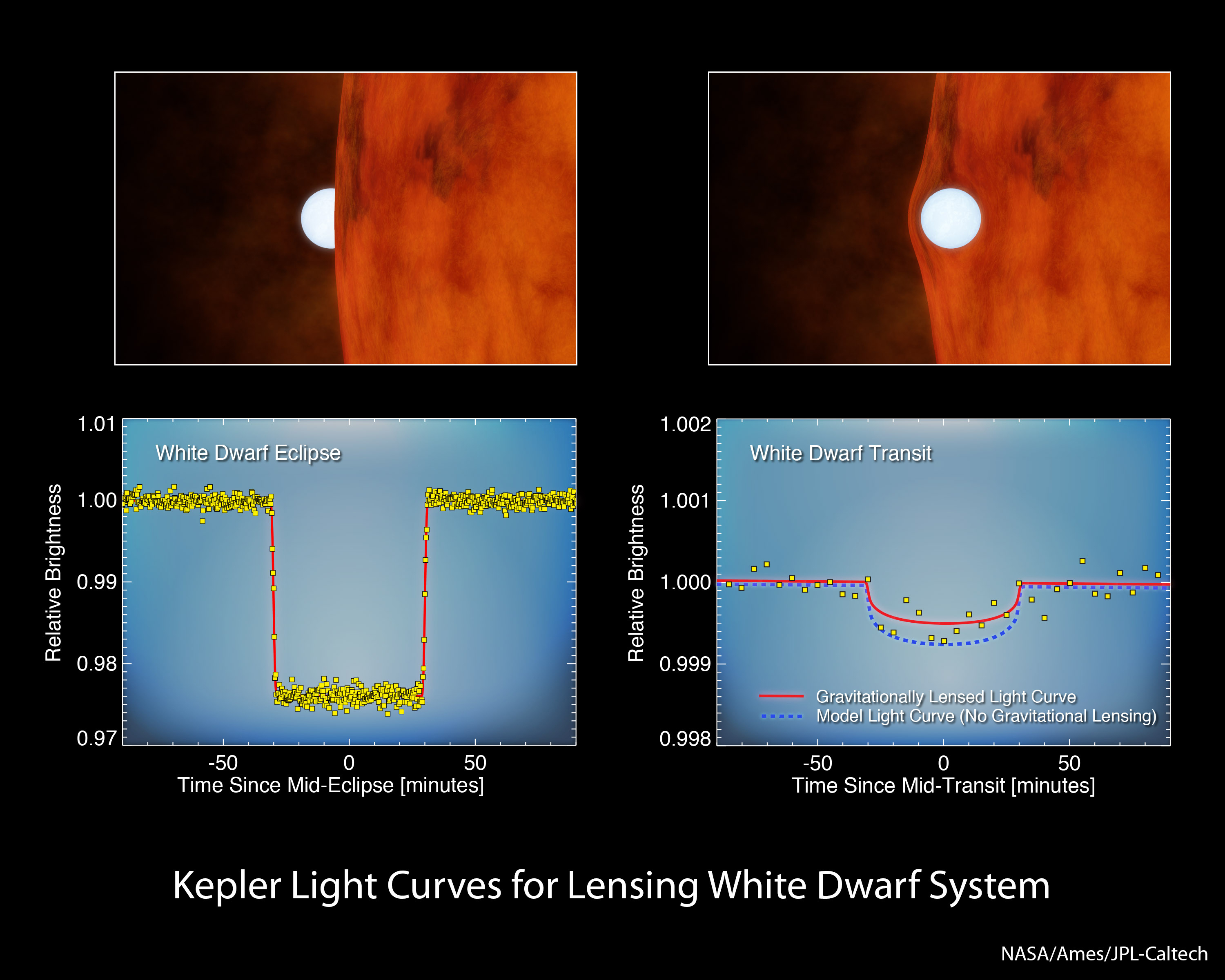
KOI-256

KOI est l'acronyme de l'anglais Kepler Object of Interest (« objet remarquable de Kepler ») ; il indique que l'objet a été catalogué par la sonde Kepler lors de sa recherche de planètes extrasolaires en utilisant la méthode des transits. 256 est le numéro de l'objet dans la liste de ces objets remarquables.

## Caractéristiques
Les premières observations de la sonde Kepler suggéraient une naine rouge centrale avec une exoplanète en orbite autour. La naine rouge avait une masse de 0,65 M☉, un rayon de 1,1 R☉, et une température de 3639 K (3 366 °C) et son exoplanète candidate était estimée avoir une masse de 14,8 M⊕, un rayon de 25,34 R⊕, une période orbitale de 1,38 jour, une température de 1160 K (890 °C), et un demi-grand axe de 0,021 unités astronomiques,. Des études complémentaires réalisées par Muirhead et al. en 2012 ont permis d'affiner les paramètres de l'exoplanète. Il était alors estimé que son rayon était de 5,60 ± 0,76 R⊕, sa température de 726 K (453 °C), et son demi-grand axe de 0,016 UA.
Muirhead et al. ont effectué en 2013 des observations supplémentaires avec le télescope Hale de l'Observatoire de Palomar. L'utilisation de la méthode des vitesses radiales pour la détection d'exoplanète a permis à son équipe de constater que la naine rouge vacillait trop rapidement pour que cela soit causé par un objet de masse planétaire. Les chercheurs ont suspecté alors la présence d'une naine blanche. En utilisant les données ultraviolettes du vaisseau spatial GALEX, ils ont vu que la naine rouge avait une activité importante, suggérant des perturbations dues à une naine blanche. L'équipe a donc ré-analysé les données de Kepler, et a constaté que lorsque la naine blanche passait devant la naine rouge, la lumière de la naine rouge était sensiblement déformée et produisait un effet de lentille gravitationnelle. En étant légèrement plus grande que la Terre, la naine blanche a une masse tellement importante que c'est la naine rouge qui gravite physiquement autour de son petit compagnon.
Les nouvelles observations montrent que la naine rouge possède une masse de 0,51 ± 0,15 M☉, un rayon de 0,540 ± 0,014 R☉, et une température de 3450 ± 50 K (3180 ± 50 °C). La naine blanche a une masse de 0,592 ± 0,084 M☉, un rayon de 0,01345 ± 0,00091 R☉, et une température de 7100 ± 800 K (6800 ± 800 °C).